# مطعم المرحاض الحديث

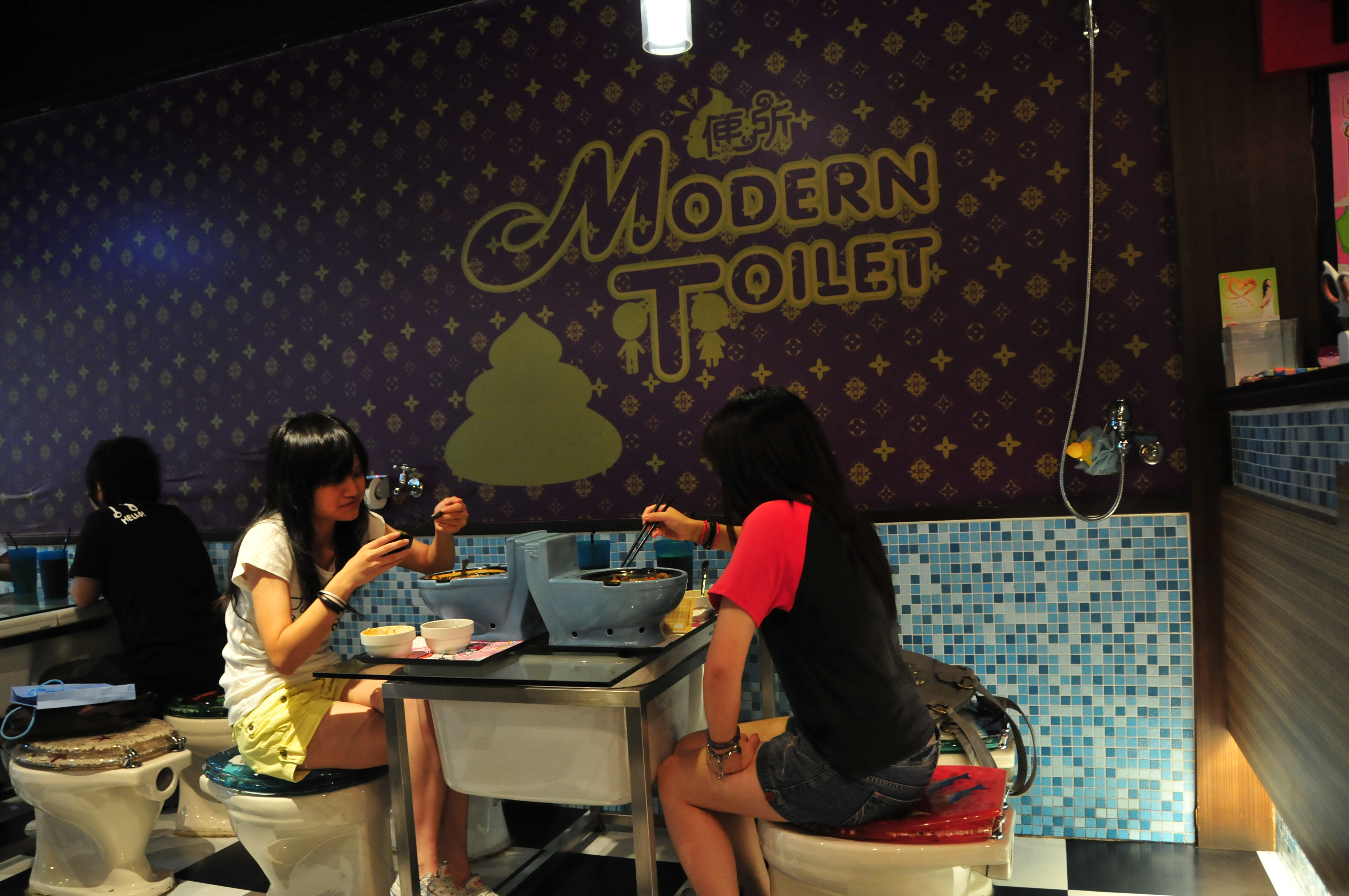
شخصان يتناولان الطعام في مطعم المرحاض الحديث

مطعم المرحاض الحديث (بالصينية: 便所主題餐廳) هي سلسلة مطاعم فريدةٌ من نوعها تحمل طابع المرحاض، ويقع مقرها في تايوان، كما تمتلك فروعًا في معظم أنحاء آسيا.

## روابط خارجية
- الموقع الرسمي